# Labinci
Labinci (wł. S. Domenica) – wieś w Chorwacji, w żupanii istryjskiej, w gminie Kaštelir-Labinci. W 2011 roku liczyła 294 mieszkańców.